# Potanthus confucius
Potanthus confucius is een vlinder uit de familie van de dikkopjes (Hesperiidae). De wetenschappelijke naam van de soort is voor het eerst geldig gepubliceerd in 1862 door Felder & Felder.